# Tumed
El tümed (Tumad, "els molts o deu milers", derivat de Tumen) són un subgrup dels mongols. La majoria es dediquen a l'agricultura sedentària, i viuen en comunitats mixtes en els suburbis de Hohhot. Part d'ells viuen a Hulunbuir, a la Mongòlia Interior. Hi ha tumeds en els soums de Mandal - Ovoo, Bulgan, Tsogt - Ovoo, Tsogttsetsii, Manlai, Khurmen, Bayandalai i Sevrei de Umnugovi Aimag, Mongòlia.
Al començament dels segles IX a XIII, els Khori-Tumed vivien prop de la part occidental del llac Baikal. Vivien al sud d'Irkutsk Oblast, una part de Tuvà i el sud-oest de Buriàtia. El 1207, Genghis Khan, després de conquistar el Khori-Tumed, va decidir traslladar alguns d'aquests grups al sud i aquesta gent finalment es va establir al sud del Gran Gobi. Però sembla que la gent tumed no tenien cap connexió forta amb els pobles dels boscos a Sibèria.
Els tumeds van aparèixer per primera vegada com la tribu del cap militar mongol Dogolon Taishi a mitjans del s. XV. En les cròniques de Mongòlia, van ser anomenats "els set tumeds" o "els dotze tumeds". A causa que els Kharchin i altres clans mongols es van unir a la seva lliga, probablement es van anomenar "els dotze tumeds" més endavant. Segons Dayan Khan (1464-1517/1543) i els seus successors, els tumeds va formar l'ala dreta dels mongols orientals. Els tumeds van aconseguir el seu apogeu sota l'imperi d'Altan Khan (1507-1582) a mitjans del s. XVI. Van assaltar la dinastia Ming i saquejar els Quatre Oirats. Els tumeds dirigits per Altan Khan van recapturar Karakorum de les mans dels oirats però el resultat de la guerra no va ser decisiu en el segle xvi. També són famosos per ser la primera de les tribus mongols que es va convertir al budisme.
Es van sotmetre a la dinastia Qing i es van aliar contra els mongols Txahar a principis del segle xvii. Van ser inclosos a la lliga Josotu de la dinastia Qing.
Els tumeds van ser sinitzacionats lingüísticament a finals del segle xix i a principis del segle xx. Molts dels seus líders van ascendir a les altes posicions governamentals, del partit i de les forces militars a l'IMAR, i alguns van assolir càrrecs nacionals a Beijing i altres llocs. Ulanhu (1906–1988), un mongol tumed nascut a prop de Huhhot, la capital de Mongòlia interior, que va dominar la política de la regió fins a la seva mort el 1989, va ser un mongol de primer rang en el Partit Comunista de la Xina. Després de la dècada de 1920, a mesura que els tumeds van començar a interactuar amb altres mongols, van començar a sentir una aguda sensació d'inadequació pel que fa a les seves habilitats lingüístiques mongols. A la dècada de 1950, van establir moltes escoles primàries i secundàries de nacionalitat (minzu) que reclutaven només estudiants mongols. En aquestes escoles, es va ensenyar mongol com a matèria, que es considerava del mateix nivell que el xinès, encara que totes les altres matèries s'ensenyaven en xinès. Durant els anys de la Revolució Cultural (1966–76), la instrucció mongol fou abolida en gran manera. El setembre del 1979 es va iniciar un nou intent de proporcionar una educació mongol.
Es va construir una "Escola primària de nacionalitat mongol" a l'octubre de 1982. A l'escola hi havia aleshores vuit classes dividides en tres graus, amb 201 alumnes internats, tots impartits en mongol. El xinès només s'ensenyava des del cinquè grau, els estudiants no podien deixar el recinte sense permís i, sovint, durant les vacances, se’ls enviava a les praderies per aprendre directament dels ramaders de parla mongol, per no patir influències dels seus pares, parents o veïns de parla xinesa.